# Isabella Heuser-Collier
Isabella Heuser-Collier (* 1952) ist eine deutsche Psychologin und Medizinerin. Sie ist Professorin und war von 2001 bis 2023 Direktorin der Klinik und Hochschulambulanz für Psychiatrie und Psychotherapie an der Charité Berlin.

## Leben und beruflicher Werdegang
Isabella Heuser-Collier verbrachte ihre Grundschulzeit in New Mexico. Ihr Vater Harro Heuser war Professor der Mathematik. Sie zog sechsmal mit ihrer Familie um und pendelte dabei zwischen USA und Deutschland.
Von 1973 bis 1979 studierte sie an der Universität Mainz Psychologie und von 1976 bis 1979 Humanmedizin. Ihr Diplom in Psychologie erhielt sie 1979. Von 1981 bis 1982 absolvierte sie ihr praktisches Jahr mit dem Wahlfach Neurologie im Klinikum Darmstadt. Im Jahr 1981 legte sie das dritte Medizinische Staatsexamen ab.
Von 1982 bis 1986 durchlief sie ihre Fachausbildung an der psychiatrischen Universitätsklinik Mainz und ging anschließend als Fogarty-Stipendiatin an das National Institute of Health nach Bethesda (Maryland), USA.
Nach ihrer Promotion arbeitete sie ab 1988 als Oberärztin an der psychiatrischen Universitätsklinik Freiburg und ab 1990 als Oberärztin am Max-Planck-Institut für Psychiatrie in München und forschte zu Depressionen und stressbezoogenen Erkrankungen. Ab 1992 leitete sie dort die Gedächtnisambulanz.
Im Mai 1994 erfolgte ihre Habilitation an der Ludwig-Maximilians-Universität in München und ihre Venia Legendi. Ab 1996 bis 2001 war sie leitende Oberärztin der Klinik für Psychiatrie und Psychotherapie am Zentralinstitut für Seelische Gesundheit Mannheim. Im Sommer 1997 nahm sie einen Ruf an die Universität Heidelberg als Professorin für Psychiatrie und Psychotherapie an. Ab 2001 war Isabella Heuser-Collier Direktorin der Klinik und Hochschulambulanz für Psychiatrie und Psychotherapie der Charité am Campus Benjamin-Franklin.
Im Jahre 2012 erwarb sie die Befugnis zur Leitung der Weiterbildung klinischer Geriatrie bei der Ärztekammer Berlin.

## Forschungsschwerpunkte
Isabella Heuser-Collier erforscht die komplexen medizinischen Zusammenhänge zwischen der Psychologie und der Humanmedizin, wobei sie sich insbesondere auf die Bereiche Depressionen, Hormone und Alterserkrankungen fokussiert.

## Mitgliedschaften
- American Psychiatric Association
- Arbeitsgemeinschaft für Neuropsychopharmakologie und Pharmakopsychiatrie
- Collegium Internationale Neuro-Psychopharmacologicum
- Deutsche Gesellschaft für Psychiatrie, Psychotherapie, Psychosomatik und Nervenheilkunde
- European Alzheimer’s Disease Consortium
- European College of Neuropsychopharmacology
- Hirnliga e. V.
- International Society of Psychoneuroendocrinology
- Society of Biological Psychiatry

## Auszeichnungen
- 1997: Internationaler Anna-Monika-Preis für Depressionsforschung[5]
- 2004: Boerhaave-Professur der Universität Leiden, Niederlande[3]
- 2007: Hildegard-Hampp-Preis für Gerontopsychiatrie
- 2019: Verleihung einer Ehrenprofessur der Hanoi Medical University (HMU), Vietnam[3]

## Sonstiges
- seit 1996: Editorial Board Mitglied der Zeitschrift „Psychiatric Research“
- seit 1998: Editorial Board Mitglied der Zeitschrift „Psychoneuroendocrinology“
- seit 2001: Vorstandsmitglied des Kompetenznetz „Demenzen“
- 2001–2008: Sprecherin des DFG-Graduiertenkolleg „Neuropsychiatrie und Psychologie des Alters“
- 2004–2014: Section Editor Psychiatry der Zeitschrift Experimental Neurology
- seit 2006: Faculty Member der „Berlin School of Mind and Brain“
- 2007–2014: Board Member des Exzellenzclusters “Languages of Emotion”, Freie Universität Berlin
- 2008–2011: Präsidentin der International Society of Psychoneuroendocrinology
- seit 2011: Mitglied des Deutschen Zentrums für Neurodegenerative Erkrankungen
- seit 2015: Vorsitzende der Hirnliga e.V.
- seit 2018: Editor-in-Chief der Zeitschrift Psychoneuroendocrinology
- seit 2019: Sprecherin Charité Mental Health – Plattform für psychische Erkrankungen
- seit 2019: Chairmitglied der Medical Women´s International Association (MWIA)
- seit 2020: Vorsitzende der German Society for Experimental and Clinical Neuro-Psychopharmaco-Therapy (GESENT)

## Publikationen (Auswahl)
- Therapeutische Strategien bei Demenz. In: Neuro Psych Nachrichten. 2002, S. 13.
- I. Heuser, F. Reischies: Die Altersdepression erkennen und behandeln. In: Extracta geriatrica. Nr. 1, 2002, S. 10–14.
- I. Heuser, M. Dettling: Medizinische Versorgung und therapeutische Optionen unter gesundheitsökonomischen Aspekten bei psychiatrischen Patienten in Deutschland am Beispiel schizophrener und depressiver Störungen. In: Bundesgesundheitsblatt. Band 47, 2004, S. 745–750.
- M. Colla, I. Heuser: Aufmerksamkeitsdefizit-/Hyperaktivitätsstörung im Erwachsenenalter. In: F. Holsboer, G. Gruender, O. Benkert (Hrsg.): Handbuch der Psychopharmakotherapie. Springer-Verlag, Berlin/Heidelberg 2008, ISBN 978-3-540-20475-6, S. 1023–1032.
- Neuroprotektive Ansätze bei der antidepressiven Behandlung. In: Drug Res (Stuttg). Band 67, Nr, S. 01, 2017, S. S23–S24
- Robert Dantzer, Isabella Heuser, Sonia Lupien: Covid-19: An Urgent Need For A Psychoneuroendocrine Perspective. In: Psychoneuroendocrino. Band 116, 2020, S. 104703.